# Мережников, Николай Яковлевич
 Николай Яковлевич Мере́жников (15 декабря 1929 — 20 сентября 2010) — российский поэт. Член Союза писателей.

## Биография
Родился в селе Мосино Пермского округа Уральской области (ныне — Октябрьский район Пермского края.
Окончив в 1948 году Красноуфимское педагогическое училище, работал учителем в г. Каменске-Уральском — сперва в начальной школе, а затем — в восьмилетней.
После окончания факультета журналистики Уральского госуниверситета им. А. М. Горького снова работал в школе.
В 1961 году в Каменск-Уральском воссоздает литобъединение при газете «Каменский рабочий», к тому времени распавшееся. Жизнь этого литобъединения продолжается и в наши дни, а многие из тех, кто составлял его костяк, стали членами Союза писателей.
Став сотрудником редакции журнала «Урал» и переехав в Свердловск в 1968 году, вскоре становится руководителем поэтического клуба имени Пилипенко. Этот клуб способствовал творческому росту многих молодых поэтов, среди которых упоминания заслуживают не только Б. Рыжий, А. Ильенков, А. Санников, но и другие: В. Капленко, Н. Разувакина, В. Тхоржевская, А. Кузин, В. Воротников.
В 1968 году был принят литсотрудником в редакцию журнала «Урал».
Автор нескольких сборников стихов для взрослых и детей, которые выходили в Средне-Уральском издательстве и в издательствах Москвы: «Современник», «Советская Россия», «Молодая гвардия», «Малыш».
Его стихи печатались в различных журналах, в том числе в «Урале», «Уральском следопыте», «Юности», «Огоньке», «Октябре», «Неве», «Звезде», «Мурзилке», «Веселых картинках», «Колобке».
В 2001 году стал редактором-составителем альманаха «Складчина», организованном при журнале «Урал». В 2009 г. альманах этот вышел в шестнадцатый раз. На его базе создано литобъединение «Петроглиф» (сейчас оно — при ДК ВИЗа). Главная задача «Складчины» — помочь творческому росту молодых поэтов и прозаиков — осуществляется в кропотливой работе по подготовке альманаха к изданию, а также на теоретических занятиях литобъединения. Страницы альманаха, особенно его последних выпусков, свидетельствуют о творческом росте его участников: Н. Ганебных, Н. Никитиной, П. Проскурякова, З. Лель и др. П. Проскуряков и Т. Мартьянова стали в 2009 году лауреатами литературных конкурсов. С лучшими стихами «Складчины» знакомил своих читателей и журнал «Урал» — под рубрикой «Складчина, Избранное».
Скончался 20 сентября 2010 года, похоронен на Михайловском кладбище Екатеринбурга.

## Премии
Премия им. П. П. Бажова (2004)